# セバスティアン・テュルゴ
セバスティアン・テュルゴ（Sébastien Turgot、1984年4月11日 - ）は、フランス、リモージュ出身の自転車競技（ロードレース）選手。

## 来歴
2006年、ブイグテレコム（後のチーム・ヨーロッパカー）と、トレーニー（育成選手）契約を結ぶ。
2007年
- ヴォクリューズ3日間レース 総合優勝

2008年、ブイグテレコムのトップチーム（プロチーム）に昇格。
- フランス選手権 マディソン 優勝（+ ダミアン・ゴダン）
- パリ〜ツール 3位

2010年
- デ・パンネ3日間　区間1勝

2012年
- パリ〜ルーベ 2位

2013年
- E3・ハレルベーク 10位
- ロンド・ファン・フラーンデレン 8位
- パリ〜ルーベ 10位